# 3-Amino-1-propanol
3-Amino-1-propanol (nach IUPAC-Nomenklatur: 3-Aminopropan-1-ol, oft auch als n-Propanolamin bezeichnet) ist eine organisch-chemische Verbindung aus der Stoffgruppe der Aminoalkohole.

## Gewinnung und Darstellung
Großtechnisch hergestellt wird 3-Amino-1-propanol durch katalytische Hydrierung von Ethylencyanhydrin mit Wasserstoff bei Temperaturen von 50–150 °C und Drücken von 120–250 bar in Gegenwart von Ammoniak.
Als Katalysatoren werden beispielsweise Raney-Nickel oder Raney-Cobalt sowie Metalloxid- und Metallhydroxid-Katalysatoren verwendet.
Die komplette Reaktion wird bevorzugt in Festbettreaktoren, die in der Rieselfahrweise betrieben werden, durchgeführt. Die Reinigung und Aufarbeitung des Produkts erfolgt durch mehrstufige Destillation in Rektifikationskolonnen.
Des Weiteren kann 3-Amino-1-propanol durch Reduktion von β-Alaninestern oder 3-Nitropropanol hergestellt werden.

## Eigenschaften

### Physikalische Eigenschaften
3-Amino-1-propanol hat eine relative Gasdichte von 2,59 (Dichteverhältnis zu trockener Luft bei gleicher Temperatur und gleichem Druck) und eine relative Dichte des Dampf-Luft-Gemisches von 1,00 (Dichteverhältnis zu trockener Luft bei 20 °C und Normaldruck). Die Dichte beträgt 0,99 g/cm3 bei 20 °C. Außerdem weist Propanolamin einen Dampfdruck von 0,149 hPa bei 25 °C, 1,6 hPa bei 40 °C und 16 hPa bei 80 °C auf. Die kinematische Viskosität beträgt 29,9 mm2·s bei 23 °C.

### Chemische Eigenschaften
3-Aminopropan-1-ol ist eine schwer entzündbare, brennbare Flüssigkeit aus der Stoffgruppe der Aminoalkohole. Es ist löslich in Wasser, Ethanol sowie Diethylether und schwer bzw. sehr schwer flüchtig. Die wässrigen Lösungen von 3-Aminopropan-1-ol reagieren stark basisch. Außerdem treten heftige Reaktionen mit starken Oxidationsmitteln und Säuren auf, bei Hitze zersetzt sich der Stoff. Eine wässrige Lösung der Konzentration 10 g/l weist bei 20 °C einen pH-Wert von 11,6 auf.

## Verwendung
3-Aminopropan-1-ol wird zur Herstellung von grenzflächenaktiven Stoffen, Farbstoffen, Kunstharzen, Korrosionsinhibitoren und Arzneimitteln verwendet.

## Sicherheitshinweise
Die Dämpfe von 3-Aminopropan-1-ol können mit Luft beim Erhitzen über den Flammpunkt explosive Gemische bilden. Hauptsächlich wird 3-Aminopropan-1-ol über den Atemtrakt aufgenommen. Dabei kommt es akut zu Verätzungen der Augen durch direkten Kontakt mit der Substanz oder ihren Lösungen. Des Weiteren wurde eine hautreizende Wirkung festgestellt. Eine Reproduktionstoxizität, Mutagenität oder Kanzerogenität konnte bisher noch nicht nachgewiesen werden. Propanolamin weist eine untere Explosionsgrenze von ca. 2,50 Vol.-% und eine obere Explosionsgrenze von ca. 10,6 Vol.-% auf. Die Zündtemperatur beträgt ca. 385 °C. Der Stoff fällt somit in die Temperaturklasse T2. Mit einem Flammpunkt von 101 °C gilt 3-Amino-1-propanol als sehr schwer entflammbar.